# 震災特需
震災特需（しんさいとくじゅ）とは、震災発生に伴う特別な需要（特需）。

## 概要
大規模地震が発生すると、土砂崩れや地盤の変化、インフラストラクチャーの損壊、家屋の倒壊など生活基盤が損なわれるため、それらの復旧を目的とした工事が行われる。さらに、被災地の経済的な落ち込みを改善するために復興事業が行われる。これらは国や自治体の通常とは異なる特別で大規模な予算措置によって行われ、復旧・復興は一気に進められる。このような震災発生に伴う大規模な資本投下が被災地になされることにより、比較的短期に発生する需要を震災特需という。
復旧・復興工事では建築資材などの需要が増大するため、実際に工事が受注される前からゼネコンや建設などの企業の株価は大きな変動をみせる。

## 東日本大震災
2011年（平成23年）3月11日に発生した東北地方太平洋沖地震（東日本大震災）において、大きな被害を受けた岩手県・宮城県（および仙台市）・福島県の被災3県は、震災特需により県内総生産（市内総生産）が大きく跳ね上がった。
県内総生産（名目）（単位：十億円）
県内総生産（実質：連鎖方式）（単位：十億円）